# Валкането (Рим)
Валкането је насеље у Италији у округу Рим, региону Лацио.
Према процени из 2011. у насељу је живело 3764 становника. Насеље се налази на надморској висини од 56 м.